# Atentado de la plaza de la República Dominicana
El atentado de la plaza de la República Dominicana fue un ataque con coche bomba llevado a cabo el 14 de julio de 1986 en Madrid por el «comando España» de la organización terrorista ETA militar. Murieron 12 personas, todas ellas agentes de la Guardia Civil que estudiaban en una escuela de tráfico, y resultaron heridas 60. La lista de etarras posteriormente condenados por su participación en el atentado incluyó a importantes miembros de la banda, como Antonio Troitiño e Iñaki de Juana Chaos.

## Antecedentes
El año previo al atentado en la plaza de la República Dominicana, el denominado «comando Madrid» había sido responsable de 20 asesinatos, entre los que se cuentan cinco muertes en un atentado tres meses antes y tres más en otro el mes anterior, ambos en Madrid. En todo su conjunto, ETA había sido causante de 24 muertes en 1986 antes del 14 de julio, 18 de las cuales habían ocurrido en la capital de España, lo que deja entrever que la organización estaba focalizando sus actividades allí debido a la creencia de que tendrían mayor influencia en la opinión pública que las acciones cometidas en el País Vasco.

## El atentado
El blanco del operativo terrorista era un convoy con 70 agentes de la Guardia Civil a bordo, con edades comprendidas entre los 18 y los 25 años, y que diariamente salía de la Escuela de Tráfico de la calle del Príncipe de Vergara en dirección a la Venta de la Rubia, en las afueras de la ciudad, donde los guardias realizaban prácticas de conducción en motocicleta. Los transportes del grupo consistían en un autobús, un microbús y dos todoterreno (uno delante del autobús y otro detrás del microbús) que, aunque tenían dos rutas, en la práctica siempre seguían la misma y sin variar la hora, lo cual los convertía en un objetivo fácil para ETA.
El método escogido por los etarras para atentar contra el convoy fue una furgoneta bomba cargada con 35 kilogramos de Goma-2 y unas cantidades significativas de metralla, que estaban introducidos en cinco ollas a presión en la parte trasera y cubierto todo con rollos de papel higiénico. El responsable de accionar el dispositivo explosivo fue Antonio Troitiño, que esperó el paso de los vehículos policiales en una parada de autobús cercana. El suceso ocurrió debido a que el primer todoterreno ya había pasado el semáforo que se encontraba delante la parada, dejando solos los autobuses en los que se encontraban los guardias civiles dispuestos a realizar sus prácticas y, por otro lado, el todoterreno que se encontraba en la parte de atrás del convoy se había quedado frenado en el semáforo anterior. Era el momento perfecto para que ETA actuara mientras que Iñaki de Juana Chaos, uno de los miembros de la banda más activos, le aguardaba en un coche preparado para emprender la huida. La detonación alcanzó al autobús, que transportaba el mayor número de guardias civiles, y lanzó el automóvil por los aires. Se contaron cuatro agentes entre las víctimas mortales inmediatas y la cifra de heridos reconocidos en la sentencia fue de 43 agentes y 17 civiles, entre ellos seis que esperaban en una parada de autobús cercana. Otros cuatro agentes más murieron poco después en el Hospital Universitario La Paz, anunciándose a las 21:30 del mismo día un noveno fallecido, al que se sumarían finalmente otros tres. Se catalogaron también daños en vehículos y propiedades en la plaza.
Los guardias civiles fallecidos fueron Carmelo Bella Álamo, José Calvo Gutiérrez, Miguel Ángel Cornejo Ros, Jesús María Freixes Montes, Jesús Jiménez Jimeno, Andrés José Fernández Pertierra, José Joaquín García Ruiz, Santiago Iglesias Godino, Antonio Lancharro Reyes, Javier Esteban Plaza, Miguel Ángel de la Higuera López y Juan Ignacio Calvo Guerrero.

## Reacciones
El ataque terrorista fue el mayor en número de víctimas desde el atentado del restaurante El Descanso de abril de 1985, que, atribuido a yihadistas islámicos, había costado la vida a 18 personas. El crimen sucedió tres semanas después de las elecciones generales, y un día antes de la sesión de apertura de las nuevas Cortes. Hubo especulaciones acerca de si el atentado era una respuesta a la decisión tomada el día anterior por el Gobierno francés de deportar a Domingo Iturbe Abasolo, el presunto dirigente de ETA militar, a Gabón, pero esta teoría fue desechada por el vicepresidente Alfonso Guerra, quien señaló que un atentado así habría requerido un amplio periodo de planificación.
El alcalde de Madrid, Juan Barranco, hizo un llamamiento a la solidaridad con las víctimas y sus familiares pidiendo tres minutos de silencio al mediodía del mismo 14 de julio.

## Detenciones
De Juana y Troitiño, alias «Miguel Ángel», fueron finalmente detenidos el 16 de enero de 1987, cuando los cuerpos de seguridad encargados de la lucha antiterrorista intervinieron su base de operaciones, un piso de la calle del Río Ulla de Madrid. Otros cinco miembros de ETA, Cristina Arrizabalaga, María Teresa Rojo, Esteban Esteban Nieto, Inés del Río e Inmaculada Noble, resultaron también arrestados.
El juicio contra el comando se realizó en la Audiencia Nacional el 24 y 25 de octubre de 1989, asumiendo los acusados su autoría. Todos ellos fueron condenados a un total de 2232 años de prisión por 12 asesinatos, 78 asesinatos frustrados, un delito de estragos y un delito de atentado con resultado de muerte, siendo las penas más altas impuestas hasta entonces en España.
Antonio Troitiño finalmente sumó condenas por 22 asesinatos, si bien fue excarcelado el 13 de abril de 2011. Inés del Río recibió condenas por un total de 3828 por su implicación en varios atentados, incluido el de la plaza de la República Dominicana. Su condena, aplicando la legislación penal española y la reducción por buena conducta, situaba la puesta en libertad de Del Río en 2008. Sin embargo, el Tribunal Supremo aplicó en su caso la doctrina Parot por la cual los terroristas presos no podrían disfrutar de los beneficios penitenciarios por buena conducta a la hora de fijar la fecha de excarcelación, de modo que se dispuso que Del Río no saldría de prisión hasta 2017. La apelación de Del Río ante el Tribunal Europeo de Derechos Humanos cambió esta situación, pues al fallar en su favor el tribunal la doctrina Parot resultó abolida y tuvo que ser puesta en libertad el 22 de octubre de 2013.